# 连云港市广播电视台
连云港市广播电视台，是中华人民共和国江苏省一家以连云港市为主要播出地区的广播电视台，也是中共连云港市党委、连云港市人民政府的喉舌。2010年1月由原连云港电视台、连云港人民广播电台等机构合并而成。电视及广播信号可有效覆盖苏北鲁南1000万人口。总部位于江苏省连云港市海州区花果山大道108号连云港广电文化影视城。

## 历史

### 连云港人民广播电台
1958年，经中共江苏省委批准，新海连市人民政府开始筹建新海连人民广播电台。该台于1959年4月下旬试播，同年5月1日正式播音，频率1350千赫，台址设在新浦区民主路210号。1961年9月，因应新海连市改名连云港市，新海连人民广播电台随之改名为连云港人民广播电台。
1962年6月1日，连云港人民广播电台停止播音。1965年10月6日，该台恢复播音，惟仅转播中央人民广播电台、江苏人民广播电台节目。
1978年3月，该台新建的广播大楼在新浦解放西路落成并投入使用。1979年7月1日，该台正式恢复自办节目。

### 连云港电视台
连云港电视台的前身为1970年成立的连云港电视转播台，当时转播山东电视台的电视节目。1983年8月，连云港电视转播台用8频道转播江苏电视台第一套节目。1984年5月23日，连云港电视转播台开始试办本地新闻节目，每周一档，与江苏电视台节目合用8频道。
1985年5月1日，连云港电视台成立，之后该台先后用2频道、24频道分别转播中央电视台第一套节目、中国教育电视台节目。

### 连云港广播电视台
2010年1月，连云港电视台、连云港人民广播电台等机构合并组建连云港广播电视台，同时电视频道改版，启用新台标。

## 旗下资产
连云港广播电视台共有新闻综合频道、公共频道两条电视频道，以及新闻广播（FM102.1）、交通广播（FM92.7）、新农村广播3个频率。